# Asterina
Az Asterina a tengericsillagok (Asteroidea) osztályának Valvatida rendjébe, ezen belül az Asterinidae családjába tartozó nem.

## Rendszerezés
A nembe az alábbi 9 faj tartozik:
- Asterina fimbriata Perrier, 1875
- Asterina gibbosa (Pennant, 1777) - típusfaj
- Asterina gracilispina H.L. Clark, 1923
- Asterina hoensonae O'Loughlin, 2009
- Asterina lorioli Koehler, 1910
- Asterina ocellifera (Gray, 1847)
- Asterina pancerii (Gasco, 1870)
- Asterina phylactica Emson & Crump, 1979
- Asterina stellifera (Möbius, 1859)

Korábban 72 fajt soroltak ebbe a nembe, azonban a legtöbbjüket áthelyezték más nemekbe, vagy összevonták a fenti kilenc fajjal.